# August Ander
Johan August Ander (i riksdagen kallad Ander i Hårsbäck), född 12 februari 1869 i Västerlövsta socken, död där 21 april 1938, var en svensk lantbrukare och politiker (liberal).
August Ander, som kom från en bondesläkt, var lantbrukare i Västerlövsta, där han också var kommunalt aktiv, bland annat som ordförande i kommunalfullmäktige för Västerlövsta landskommun 1919–1934. Han var även verksam i bonderörelsen och satt i ledningen för Tärna folkhögskola 1916–1937.
Han var riksdagsledamot i andra kammaren 1918–1920 (för Västmanlands läns östra valkrets) samt 1929–1932 (för Västmanlands läns valkrets). Som verksam i Frisinnade landsföreningen tillhörde han dess riksdagspartier Liberala samlingspartiet (under första valperioden) respektive Frisinnade folkpartiet (under andra valperioden). I riksdagen var han bland annat suppleant i bevillningsutskottet 1929–1932. Han engagerade sig inte minst i jordbruksfrågor. Han skrev i riksdagen nio egna motioner, övervägande om jord- o skogsbrukets problem. I en motion begärdes, att företag med färre än fyra arbetare skulle undantas från arbetstidslagen (1919U).